# 1792年俄波战争
1792年俄波战争（波蘭語：Wojna polsko-rosyjska 1792）是1792年分裂中的波蘭遭到俄國入侵的國家保衛戰。守方是波兰立陶宛联邦和普鲁士王国（后来倒戈投向俄國），而攻擊方是俄罗斯帝国及「叛國」的塔戈维查联盟（由反对五三宪法的守舊派权贵組成）。
开始時，即使面對俄軍壓倒性的優勢，寡弱的波军仍在约瑟夫·波尼亚托夫斯基亲王和塔德乌什·柯斯丘什科的英勇领导下取得了几场胜利，但後來普鲁士「無恥地」倒戈並投向俄國，導致前立陶宛大公国军队中的普國指挥官叛變，加上波王斯坦尼斯瓦夫二世在許多要塞失陷且首都華沙遭圍困的孤立窘境中，被政府高層的失敗主義者說服，決定放棄抵抗並忍痛向俄軍「和談」（等於是投降），於是波军只得繳械解散，許多將領則流亡外國。
战败給波兰帶來巨大打击兼恥辱的割地結果。1793年俄、普撕毀之前對波王「保護波蘭領土完整」的神聖承諾，直接發動第二次瓜分波兰，並強迫波蘭大小貴族在格罗德诺瑟姆（掌控波蘭最高立法權）「立法承認」了俄普的瓜分議案：波兰仅存三分之一的土地，并有外国军队前仆後繼地屯駐，整个国家陷入国已不国的悲慘状态。之後波兰最后的希望，落在這次战争中的波军名將柯斯丘什科身上。1794年他領導的起義稱為柯斯丘什科起义。然而，这次起义未受国王支持，起义军的规模与普奥俄三国联军相比，实属天壤之别。开頭取得一些胜利後，最終以失败收場，引致第三次瓜分波兰。曾經强盛一时的波兰，從此消失。

## 背景

### 五三宪法
1791年5月3日，乘著邻国相繼陷入战争（普鲁士与法国，俄罗斯和奥地利与奥斯曼帝国）與及内政泥潭而無睱外顧；波兰正式颁布了宪法。是為欧洲第一部成文宪法，也是世上仅次于美国的第二部成文宪法。
五三宪法原是为了填补波兰立陶宛联邦和它的传统政治制度贵族民主制长期存在的缺陷。宪法提出资产阶级和贵族（波蘭稱之為“施拉赤塔”）之间应具有同等政治权利，并将农民置于政府的保护之下，因而减轻了虐用农奴的情况。宪法也废除了自由否决权之类的有害制度。以自由否决权为例，这制度让瑟姆對意見相左，或受有心人士与国外势力贿赂的议员毫无办法，無法遏止他們的违法行为。宪法也试图通过树立更加民主的君主立宪制来替代先前权贵造成的无政府状态。该宪法被译为立陶宛语。但是，这改變势必会遭到既得利益者的反对。

### 塔戈维查联盟的「叛國」起兵

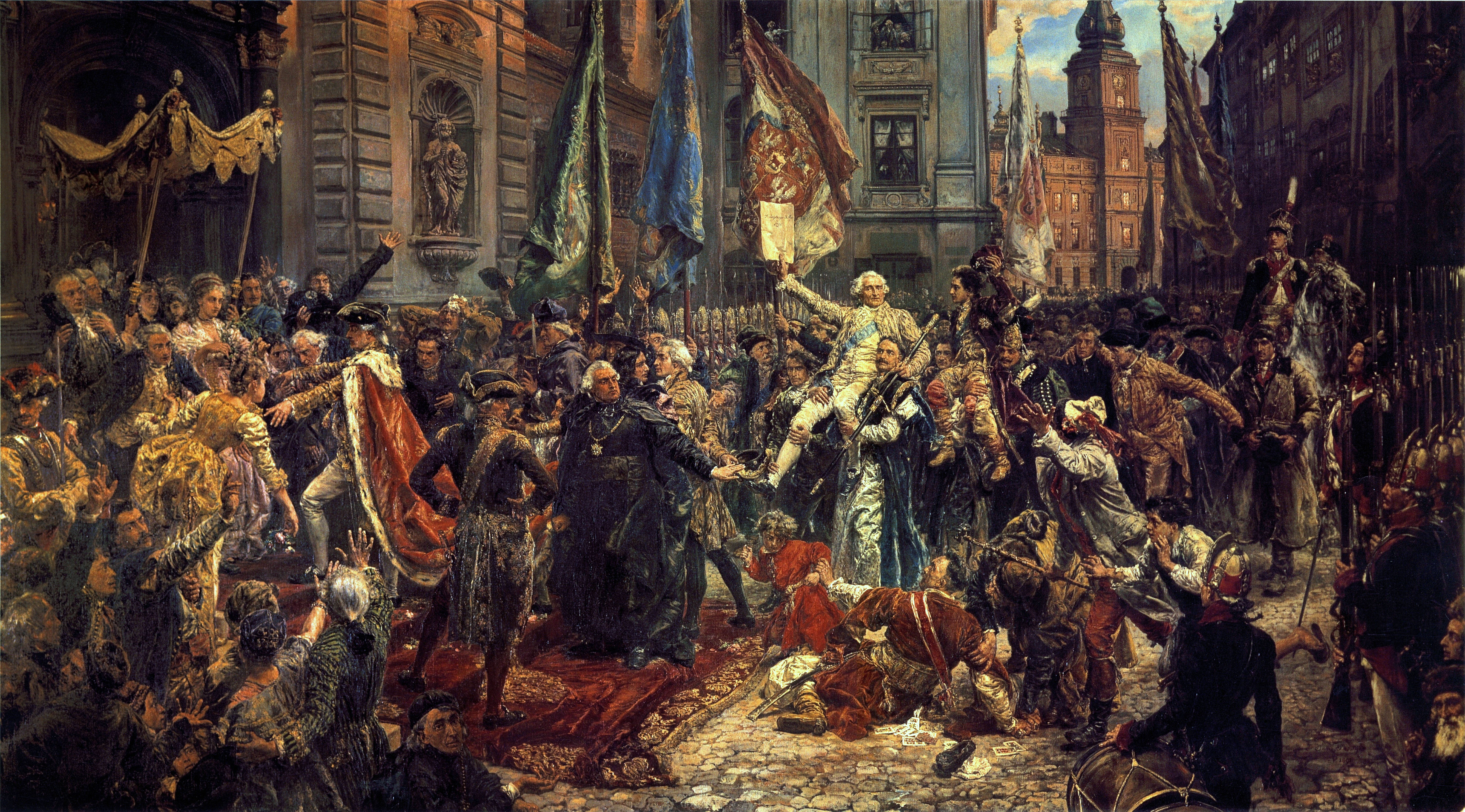
五三宪法，由扬·马特耶科于1891年绘制。国王斯坦尼斯瓦夫·奥古斯特·波尼亚托夫斯基（居左）前往华沙圣约翰主教座堂，在那里议员将宣誓支持宪法。背景：华沙皇家城堡，在那里宪法被正式采用。

五三宪法触及了許多权贵的利益，1792年4月27日，在俄国女皇叶卡捷琳娜二世支持下（俄國還承諾不會對波蘭再次瓜分），以斯坦尼斯瓦夫·什琴斯内·波托茨基和弗兰西谢克·克萨维利·布拉尼茨基为首的守舊派，於圣彼得堡成立實質上「叛國」的塔戈维查联盟。联盟的主要目标是废除刚刚通过的五三宪法，恢复原來封建低效或無政府的自由狀態。建盟声明中，公开指责宪法撒播“民主歪风”。並且聲称“波兰立陶宛联邦的盟友，俄罗斯女皇叶卡捷琳娜大帝陛下的意图是，在她的军队的帮助下，归还联邦和波兰人，特别是公民的自由、安全和快乐。”
虽然该联盟的主要目的是为了废除五三宪法，恢复原状；但原本宣稱沒有領土野心的俄罗斯，其慾望不止于此，战争结束后，俄、普悍然發動第二次瓜分波兰，让聯盟的大部分成员都震驚不已，發現原來都是俄國的騙局。

### 強鄰的敵意與恐惧
1792年在英、普的施壓、調停之下，土耳其和俄罗斯的戰爭，以及俄罗斯和瑞典的战争先後告終。叶卡捷琳娜大帝終於能夠騰出手來進攻波蘭，以發洩她对1791年五三憲法的怒火。早在一年前的五三宪法通过時，她就因為俄國在波兰的「巨大影響力」被掃地出門，並對波蘭掙脫俄國傀儡線的「巨大成就」暴跳如雷。但叶卡捷琳娜當時因為忙於對瑞、土激烈作戰，外交上又被反俄的「英-荷-普三國同盟」（1788-1791年，由英相小皮特主導成立）牽制，因此為了避免再增敵手，俄國假心假意地在波蘭新憲宣誓時送上祝賀。此外，對波蘭生存另一不利的情勢在於，波兰改革黨高呼「推翻專制」並与法国大革命的国民大会密切聯繫，被波兰的強鄰（普、奧、俄）看作是東歐革命運動的阴谋，以及对专制君主的威胁。譬如普王腓特烈·威廉二世雖然因同年的「波蘭-普魯士同盟」而對波蘭新憲法熱情祝賀，但私底下普鲁士首相埃瓦尔德·冯·赫兹堡針對波蘭-法國火熱的「立憲聯盟」行動上，說出欧洲保守陣營集體恐惧的話語：“波兰人實際上是藉由立宪運動，（在輿論上）造成（盟友）普鲁士專制政府的致命打击。”這句私底下的評估，預見了普國後來背叛盟友波蘭的行動。

## 敵強我弱的奮戰

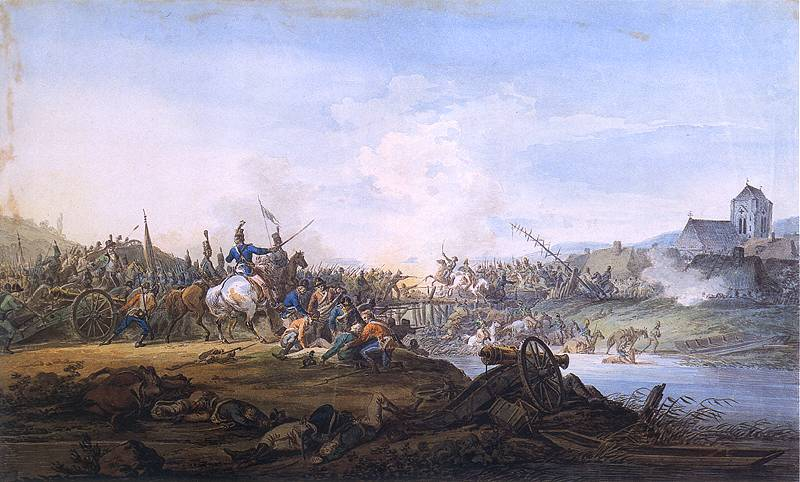
1792年俄波战争，亚历山大·奥尔沃夫斯基绘

### 以一敌三
1792年5月18日，在塔戈维查联盟的兩萬武力接應下，俄罗斯派出9.8萬名精兵越过俄波边界，入侵波兰。那时，波王斯坦尼斯瓦夫二世和改革黨只能将3.7萬名波軍投入战场（成立十萬陸軍的夢想幻滅），而且波軍大都是軍備不足、缺乏训练的菜鳥新兵，跟數量三倍的俄軍-聯盟相比，寡弱的波軍面臨絕對的劣勢。
波兰立陶宛联邦的士兵忠于国王和瑟姆，他们在战争中的主要目的是保卫五三宪法，抵抗宪法的反对者──塔戈维查联盟和俄軍的侵略。波王認為普魯士在1791年分別和反俄的波蘭、土耳其結盟，早已和俄國關係破裂、相互結仇，普王只會堅定地站在反俄團隊的這一邊；何況1792年叶卡捷琳娜大帝在英、普兩國的施壓下，被迫與土國簽訂和約的怒火也是人盡皆知，因此波王判斷普軍會在俄國入侵波蘭時，有力地幫助波蘭抵抗俄軍。
但出乎意料地是，俄軍一來，普鲁士王国立刻叛变倒戈，不但撤走駐防在波蘭東北的普軍，讓俄軍輕易地攻取維爾紐斯，甚至前立陶宛大公国军队內的普鲁士指挥官還泄露波军内情給俄國，使波方的形势雪上加霜。但即使接連挫敗，在波王侄子约瑟夫·波尼亚托夫斯基和名將塔德乌什·柯斯丘什科的指挥下，波军英勇還擊，与比它强得多的俄军喋血奮戰，一度在杰伦采战役中，取得了胜利（这也是從百年前约翰三世以来，波军的第一个重大胜利）。波王对此役驚喜交加，为了纪念这次胜利，设立了勇敢勋章，并優先授予他们俩人。但在同一時間，另一支俄军獲得奧國的許可，出乎波軍意料地穿越了奥地利边界，這支天降神兵如同單刀般切入了波蘭的心臟地帶，於是在迅雷不及掩耳的速度中，俄軍對華沙形成了包圍局勢，波王瞬間處於孤立無援、首都將破的致命危機中。

### 国王放棄抵抗
7月18日，柯斯丘什科及其士兵在杜宾卡战役中，力拒布格河国界上五倍多的敵军，成功守了5天。正在他们准备慶祝这事时，华沙那边却传来了波王放棄抵抗並加入塔戈维查联盟的驚天消息。（1792年俄军如天降神兵般包圍华沙並展開攻城时，城內的波王震驚於俄軍的雷霆行動與壓倒性的優勢，對守住華沙的信心急速潰散，於是在俄使勸說及親信人士的失敗主義下俯首「談和」，宣布毀棄憲法並改投俄國，相信達成俄使的指示行動，即可讓一切恢復（立憲）改革前的原狀，特別是俄國向他發出神聖的許諾──將保障波蘭一切領土的完整，並迅速幫波蘭重建三萬國防軍。）之後的結果可想而知，當沮喪的國王下令前線的波蘭軍放棄抵抗時，包括柯斯丘什科在內的很多波軍將領，都感到非常沮喪，甚至认为被出賣了──當前線波軍激烈死傷時，波王居然沒有放棄首都、戰至最後一卒的勇氣決心。將領们不願投降又不想違抗國王的命令，於是在士兵繳械解散後，將官紛紛放弃官銜與指挥权，流亡海外。

## 影响

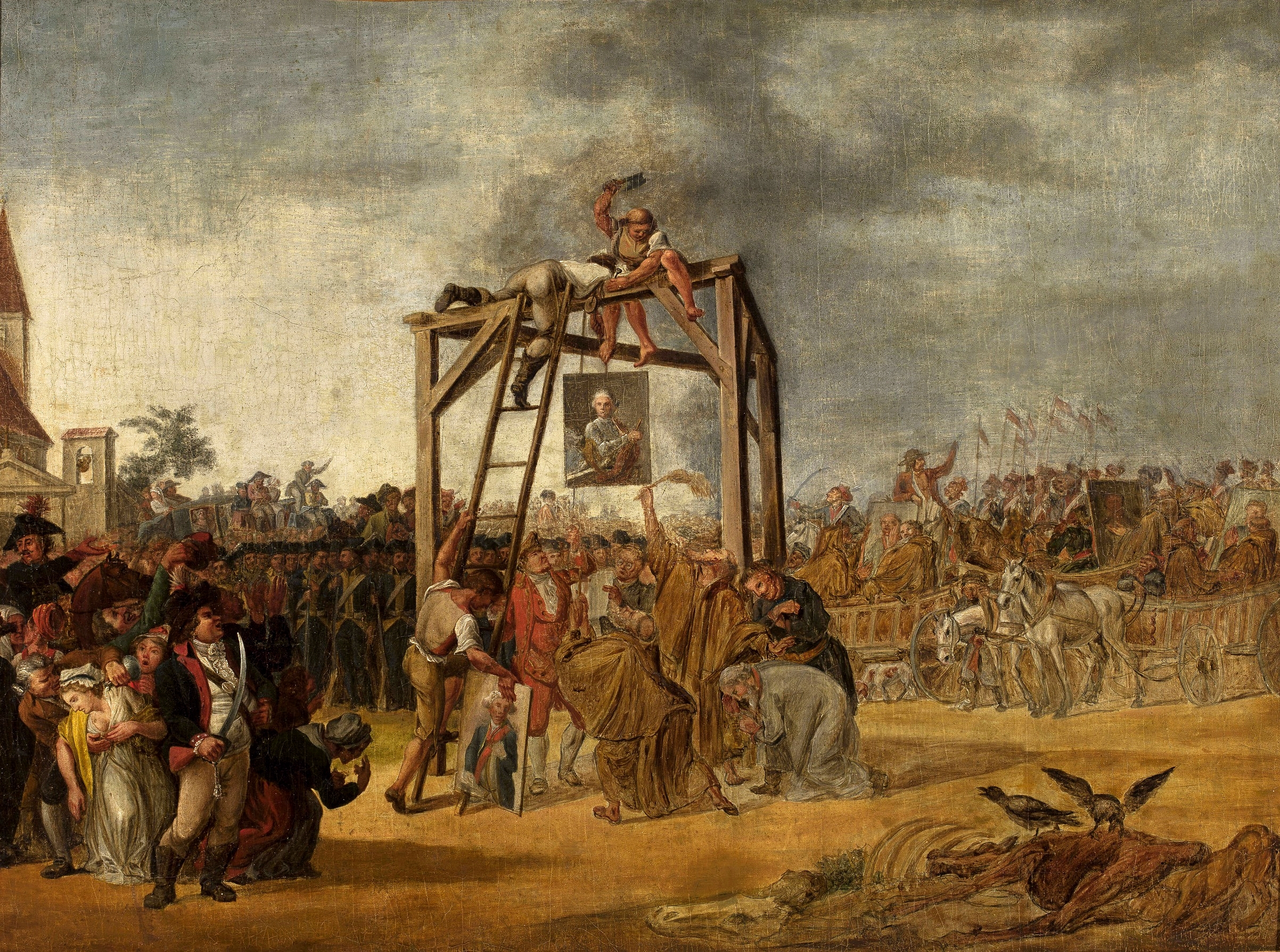
1794年在华沙旧城市场上绞死「塔戈维查的卖国贼」，由畫家扬·皮奥特尔·诺布林在18世紀末绘制。波蘭愛國者認為塔戈维查貴族要为1793年第二次瓜分波兰负责，視其為賣國的人民公敌。如果賣國者没被抓获，他们的肖像就会代替他们受刑。

波軍失敗後，俄國撕毀之前說要保存波蘭領土完整的承諾，在1793年聯合普魯士發動了第二次瓜分波蘭。塔戈维查联盟原本一直深信俄國會保證國土完整（沒有自覺已釀成叛國的事實），現在也对这样食言毀諾的瓜分驚懼萬分。塔戈维查貴族的後續結果，是1794年淪為過街老鼠、名譽壞死的精神打擊。當一年半后（1794年）的柯斯丘什科起义爆發時，塔戈维查联盟的大部分貴族，都因叛国罪而被起義者处以名譽或實質上的绞刑，雖然大多數叛國貴族只是被絞毀其肖像畫，但也大大鼓舞了起義愛國者們的士氣鬥志（因為大多數叛國貴族無法抓獲，只能把肖像畫放上絞刑台作形式上的處決，貴族本人則多在莊園領地安享餘年）。
回頭去看1793年時，波兰得面對戰敗與第二次瓜分的惨重損失：首先，俄、普割去大约308000平方千米的土地，国土面积减少至223000平方千米，仅剩第一次瓜分波兰前的三分之一。整个国家陷入了国将不国的状态。其中，俄罗斯抢走了250000平方千米的土地，得到了明斯克省、基辅省、布拉克沃夫省、波多尔省和维尔纽斯省的、诺卧格洛德克省、布雷斯特-里托夫斯科省与沃尔希连省的部分地区（总共250000平方千米）。7月22日，得到了格罗德诺瑟姆的承认。俄罗斯将其新的领土编为明斯克省、波多利亚省和沃利尼亚省。
而普鲁士抢走了58000平方千米的土地，得到了格但斯克（但泽）、托伦（托恩）、格涅兹诺省、波兹南省、谢拉兹省、卡利什省、普沃茨克省、布杰斯克-库亚雅省、伊诺弗洛科沃夫省、多布雷尼地区和克拉科夫省、拉瓦省和马索维安省的部分地区（总共58000平方千米）。9月25日，得到了格罗德诺瑟姆的承认。普鲁士将其新领土编入南普鲁士。
當時握有波蘭最高立法權的「格罗德诺瑟姆」，因為在俄軍強逼下承认了这次瓜分，被公認為史上最臭名昭著的「黑暗立法」。原因不仅它是联邦最后召开的瑟姆；也因为當事的貴族议员受到了俄军的贿赂和死亡威胁，於是在投票時以沉默的方式「同意」了瓜分波蘭的議案。
一年半后，这次战争的波军指挥官柯斯丘什科再次领导愛國者起义、反抗俄普兩國。愛國者虽然在开始时得到了不少胜利，但是起义军面對普奥俄的強悍联军，在人数、武器装备上的差距實在太過巨大，最終起義仍歸失败。随后在1795年，普奥俄三国开始報復性的第三次瓜分波兰，導致波兰从地图上被完全抹去。